# Шуйский, Михаил Григорьевич
Михаил Григорьевич Шу́йский (1 [13] ноября 1883, Новогеоргиевск, Херсонская губерния — 11 сентября 1953, Молотов) — русский и советский оперный певец (драматический баритон), камерный певец и педагог. Заслуженный артист РСФСР (1945).

## Биография
Михаил Григорьевич Шуйский родился 1 (13) ноября 1883 года в Новогеоргиевске (ныне на дне Кременчугского водохранилища), откуда вскоре после рождения его семья переселилась в Кременчуг, Полтавскую губернию. Ещё ребёнком Михаил пел в семейном кругу, выступал в детском хоре на клиросе, стоявшем в Успенском соборе Кременчуга.
В 1904 году Шуйский окончил Харьковское коммерческое училище Императора Александра III — одно из крупнейших учебных заведений сферы коммерческого образования в Российской империи. Училище готовило специалистов высшей квалификации для торговых и промышленных предприятий. В училище действовал храм Нерукотворного Образа Господня, где Михаил Григорьевич ежедневно солировал с хором мальчиков на протяжении десяти лет учёбы в училище.
В 1905 году Михаил Шуйский поступил в Петербургскую консерваторию в класс сольного пения, однако, в связи с политическими событиями, занятия в консерватории прекратились. В этом же году Михаил Шуйский приезжает в австрийскую столицу Вену.
С 1905 по 1909 год Михаил Шуйский берёт уроки вокала у профессора Габека Шулера (нем. Habeck Schueler) в Академии певческого искусства в Вене.
В 1910 году русский депутат парламента, находившийся в Вене, пригласил Михаила поучаствовать в концерте, посвящённому Николаю Васильевичу Гоголю во Львове. Отзыв об этом концерте из газеты города Львова гласил: «…г-на Шуйского, с его прекрасным и чрезвычайно сильным тембром и широким диапазоном считают преемником славного Шаляпина».
Позже в Вене состоялся другой концерт с участием Михаила, оценка которому была опубликована в местной городской газете:
Господин Михаил Шуйский исполнил Петруччо в «Укрощении строптивой» с удивительным общепризнанным мастерством.
Оригинальный текст (нем.)Herr Michael Schuisky gab den Petrucchio in «Der Widerfpenftigen Zahmung» mit anerkennenswerter Routine.

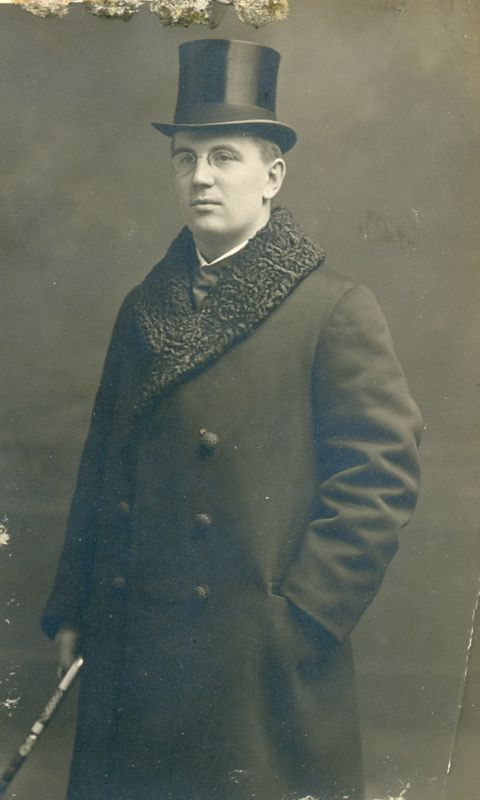
Шуйский в 1910

В 1910 году Михаила Шуйского пригласили петь на сцене Венской народной оперы «Volksoper».
В сентябре 1911 года Шуйский дебютирует в партии Жреца в опере Моцарта «Волшебная Флейта»; 21 октября — в партии Битерольфа в опере Вагнера «Тангейзер», а позже, 18 ноября — и в партии Эскамилио в опере Бизе «Кармен».
В 1912 году, в целях пополнения репертуара, Михаил Шуйский подписал договор на сезон 1912/13 года, в качестве единственного ответственного драматического баритона, с оперным театром в Линце (на летнее время в Зальцбурге).
За два года плодотворной работы в Линце талант молодого певца раскрылся, совершенствовался и закрепился на всю жизнь.
25 марта 1912 года в Вене состоялся юбилейный концерт регента русской посольской церкви А. М. Архангельского, который славился почётной известностью в венских музыкальных кругах, как отличный дирижёр и выдающийся знаток музыки. В концерте принимали участие: русская капелла из 20 человек, профессор Пол де Конн (клавир) и, собственно, солист Михаил Шуйский. Программа концерта состояла исключительно из произведений русских композиторов, таких как Турчанинов, Березовский, Гречанинов, Мандычевский, Скрябин, Борткевич, Мусоргский, Аренский, Рубинштейн и в том числе Анатолий Архангельский.
1 октября 1912 года был подписан договор на два года с императорским театром Мюнхена, а позже, 12 октября — и с театром в Гамбурге (сроком до 31 августа 1917 года).
В 1913 году Шуйский получил ряд предложений заключить контракты с театрами Бреслау (ныне Вроцлав), Лейпцига, Линц, Мюнхена на сезон 1913/14 года, а также Гамбурга на пять лет при любых его условиях. Несмотря на возможность продолжать гастроли, Михаил в том же году решает расторгнуть все свои контракты и возвращается на родину.
30 марта (12 апреля) 1913 года в 3 часа дня с успехом прошло его прослушивание в Мариинском театре.
Среди многих претендентов в труппу Мариинского театра были зачислены только двое: тенор Малышев и баритон Шуйский.
Михаил Шуйский имел двухлетний опыт на сцене в Вене, Линце и Зальцбурге, поэтому не согласился с предложенной директором театра Теляковским ставкой для начинающих. Его следующее прослушивание проходило у И. М. Лапитского, который был известным петербургским режиссёром оперных постановок в созданном им в 1912 году Петербургском музыкальном театре драмы.
10 (23) марта 1914 года контракт с Театром музыкальной драмы был подписан. Договор вступал в силу с 1 августа 1914 по 15 января 1915. Тем временем Михаил Шуйский снова выступает в партии Эскамилио в опере «Кармен».
Шуйский активно участвует в серии патриотических благотворительных концертов, которые организовывает знаменитая солистка Его Величества М. И. Горленко.
В 1916 году Шуйский приезжает назад в Кременчуг.
С 1917 по 1920 год, во время оккупации германскими войсками и гражданской войны на Украине, Михаил был педагогом, солистом и режиссёром в театрах Екатеринославля, Житомира, Кременчуга.
В 1923—1932 годах Михаил Шуйский, артист Украинской государственной оперы, работал в Киевском и Одесском театрах оперы и балета.
В Одессе Шуйский солирует на сцене театра, преподаёт в консерватории, выступает в концертных программах на сцене и по радио.
В 1932 году, будучи в составе местного комитета, Шуйский едет в Москву со своими предложениями о способе приостановления конфликтов между творческим коллективом и партийными работниками администрации театра. Впоследствии его направляют на работу на Урал, в город Пермь.
С 1933 по 1949 год Михаил Шуйский продолжает свою творческую деятельность на сцене Пермского театра оперы и балета.
18 января 1936 года в газете «Звезда» была опубликована статья:
К 25-летнему юбилею артиста оперы М. Г. Шуйского Президиум Пермского горсовета поддержал ходатайство рабочих завода имени Сталина и других предприятий и коллективов Перми о присвоении артисту Пермского оперного театра Михаилу Григорьевичу Шуйскому в связи с 25-летием его сценической деятельности звания заслуженного артиста республики и обратился от своего имени с таким ходатайством в Наркомпрос РСФСР.
В 1945 году, после более чем десятилетнего ожидания ответа на многочисленные ходатайства от пермских администраций и общественности, Михаил Шуйский получает звание Заслуженного артиста РСФСР.
В 1946 году Шуйскому вручают Орден Трудового Красного Знамени.
13 мая 1949 года был отпразднован 40-летний юбилей пребывания Михаила Шуйского на сцене, в честь чего состоялся прощальный спектакль. В программу вошли сцены из таких произведений, как «Тоска» Верди (II акт оперы), «Дубровский» Направника (IV акт оперы), а также «Князь Игорь» Бородина (Половецкий стан), в каждой из которых Михаилу Шуйскому доставались роли главных персонажей: в «Тоске» он играл Скарпиа, в «Дубровском» — Троекурова, а вот в «Князе Игоре» — самого князя Игоря, соответственно.
В 1949 году он перешёл на педагогическую работу.
11 сентября 1953 года Михаил Григорьевич Шуйский умер от кровоизлияния в мозг в возрасте 69 лет. По своему завещанию похоронен на Егошихинском кладбище, в могиле №
50 со своей женой Яниной Шуйской, которая умерла в 1940 году.
По постановлению городских властей Егошихинское кладбище с 2011 года объявлено особо охраняемой зоной с мемориальным комплексом.

## Оперные партии
ВЕНА, VOLKSOPER:

1910 — Жрец в опере Моцарта «Волшебная Флейта»; 1911 — Битерольфа в Опере Вагнера «Тангейзер»; 1911 — Эскамилио в опере Бизе «Кармен».
LANDSCHAFTLICHES THEATER IN LINZ в 1912—1913:

Эскамилио в опере «Кармен» Жоржа Бизе; Граф Сен-Бри в опере «Гугеноты» Джакомо Мейербера; Нелюско в опере «Африканка» Джакомо Мейербера; Дон Пизарро в опере «Фиделио» Л. В. Бетховина; Амонасро в опере «Аида» Джузеппе Верди; Риголетто в опере «Риголетто» Джузеппе Верди; Отелло в опере «Отелло» Джузеппе Верди; Граф ди Луна в опере «Трубадур» Джузеппе Верди; Ренэ в опере «Бал маскарад» Джузеппе Верди; Валентин в опере «Фауст» Шарля Гуно; Вотан в опере «Валькирия» Рихарда Вагнера; Битерольф в опере «Тангейзер» Рихарда Вагнера; Иоганн Креститель в опере «Саломея» Рихарда Штрауса; Бекмессер в опере «Нюрнбергские Мейстерзингеры» Рихарда Вагнера.
ТЕАТР МУЗЫКАЛЬНОЙ ДРАМЫ:

1014 — Эскамилио в опере «Кармен» Жоржа Бизе.
КРЕМЕНЧУГ, «СОЮЗ ДЕЯТЕЛЕЙ СЦЕНЫ»:

В 1917 г. — Евгений Онегин в опере «Евгений Онегин» П. Чайковского.
УКРАИНСКАЯ ГОСОПЕРА (Киев, Харьков, Одесса):

1922 — Князь Игорь в опере «Князь Игорь» А. Бородина; 1922 — Борис Годунов в опере « Борис Годунов» М. Мусоргского; 1923 — «Запорожец за Дунаем» Гулак-Артёмовский; 1927 — Роже в опере «Шуанка» Э. Мисса; 1929 — Пьетро в опере «Дума черноморская» Б. Яновского; 1932 — Мазепа в опере «Мазепа» П.Чайковского.
ПЕРМСКИЙ ТЕАТР ОПЕРЫ И БАЛЕТА в 1931—1932:

Борис Годунов в опере « Борис Годунов» Мусоргского; Риголетто в опере «Риголетто» Верди; Яго в опере «Отелло» Верди; Эскамилио в опере «Кармен» Бизе; Барон Скарпиа в опере «Тоска» Пуччини.
ПЕРМСКИЙ ТЕАТР ОПЕРЫ И БАЛЕТА С 1933 по 1949 г.:

Качура в опере Чижко «Броненосец Потёмкин»; Тугар в опере «Беркуты» Лятошинского; Князь Игорь в опере Бородина «Князь Игорь»; Григорий Грязной в опере Римского-Корсакова «Царская невеста»; Демон Рубинштейна «Демон»; Мазепа в опере Чайковского «Мазепа»; Борис Годунов в опере Мусоргского «Борис Годунов»; Боярин Шакловитый в опере М. Мусоргского «Хованщина»; Эскамилио в опере Бизе «Кармен»; Риголетто в опере Верди «Риголетто»; Яго в опере Верди «Отелло»; Барон Скарпиа в опере Пуччини «Тоска»; Троекуров в опере Направника «Дубровский»; Фигаро в опере Россини «Севильский Цирюльник»; Жермон в опере Верди «Травиата»; Тонио в опере Леонковалло «Паяцы»; Амонасро в опере Верди «Аида».

## Семья
В 1905 году Михаил Шуйский познакомился с будущей женой в Вене. Янина Павловска приехала в Вену из Варшавы учиться пению в Академию певческого искусства.
В 1906 году Янина и Михаил Шуйский обвенчались в венском Православном никольском соборе.
В 1910 и в 1912 году супруги вместе участвовали в концертных программах, где Янина выступала в партии Аиды в одноимённой опере Верди.
В 1917 году в Кременчуге Янина выступала в роли Татьяны в опере П.
И.
Чайковского «Евгений Онегин». Во время гражданской войны, Янина Шуйская потеряла голос и в дальнейшем могла петь только в хоре.
С 1923 по 1939 год Янина Шуйская работала художником по костюмам в бутафорском цехе Киевского и Одесского театров оперы и балета.
С 1933 года по 1939 год Шуйская также работала художником по костюмам в Пермском театре оперы и балета. Её брак с Михаилом продлился 34 года. Умерла Янина Протасьевна Шуйская в 1940 году, в Перми. Похоронена в Егошихинском некрополе, могила № 50 (та же могила, в которой позже был похоронен её муж).
Сын Евгений родился в 1908 году в Вене, в Австрии.
В 1931 году он закончил декоративно-живописный факультет Всеукраинской академии искусств в Киеве. До этого, в 1929 году, Евгений Шуйский участвовал со своими художественными работами во второй Всеукраинской художественной выставке Наркомпроса УССР, которая демонстрировалась в Одессе, Донецке и Харькове.
Работал главным художником в оперных театрах Перми, Горького и Саратова, будучи членом союза художников. Заслуженный деятель искусств РСФСР (1957). Умер Евгений Михайлович Шуйский в 1975 году в Саратове.
Дочь Марина Михайловна Шуйская родилась в 1915 году, в Кременчуге. Марина Шуйская закончила II Медицинский институт в Москве. Работала врачом-педиатром в Москве, Перми, Уфе, Горьком, и Новосибирске, где читала лекции на педиатрическом факультете.
Умерла Марина Михайловна Шуйская в Новосибирске, в 1975 году.

## Отзывы прессы с 1910 года по 1949 год
ИЗ УКРАИНСКОЙ ПРЕССЫ 1912—1917.
Львов.
«…г-на Шуйского, с его прекрасным и чрезвычайно сильным тембром и широким диапазоном считают преемником славного Шаляпина.»

«…Громом рукоплесканий публика наградила русского оперного певца М. Шуйского, который за короткое время своей деятельности на сцене театра Volksoper приобрел громкую известность в музыкальных кругах столицы. Молодому русскому артисту предсказывают светлое будущее. Публика чествует его как своего любимца, повидимому, будущего преемника в искусстве после Шаляпина.»

«…Господина Шуйского с его прекрасным и чрезвычайно сильным тоном и широкой скалей, считают преемником славного Шаляпина.»

«…О нашем госте из Вены Михаиле Григорьевиче Шуйском можем сказать, что его уже ныне следует считать артистом первой меры. Уроженец Полтавской губернии, он пополняет ныне своё образование у венских профессоров. Все качества, нужные для певца, трудно найти у кого другого в таком совершенстве, как у Михаила Григорьевича. Великолепный баритоновый голос, с прекраснейшим тембром, широкий, крепкий — вот материал, каким обладает певец. Ныне этот материал, прекрасно обработанный, находится уже на степени совершенства. При том разнообразие в произношении такое громадное, какое не встречается почти никогда у столь молодого певца. Уже сегодня его приходится сравнивать разве с Баттистини. Из всего, что мы слышали на концерте, можно предполагать, что М. Г. Шуйский займет место в рядах первых певцов мира, если не самое первое.»
Кременчуг.
«…Союзом деятелей сцены поставлена была в Артиллерийском собрании опера П. Чайковского „Евгений Онегин“. Татьяну пела госпажа Шуйская, Онегина — госпадин Шуйский. В лирических местах голос Татьяны звучал мягко и тепло. Сцена письма произвела прекрасное впечатление… Превосходный Онегин г. Шуйский. Большой, красивый, ровный во всех регистрах голос. Внешность, манеры, исполнение — все выдержано в деталях. Слушать и смотреть Онегина-Шуйского — огромное наслаждение…»

ИЗ ЗАРУБЕЖНОЙ ПРЕССЫ 1910—1913. Перевод с Deutfch.

Вена, Австрия. Schujsky Michael, Volksoper, Wien. Dramatischer Bariton. Spezialerfolge als Eskamilio in «Carmen». Erfolgreiches Auftreten in «Faust», «Troubadour», «Afrikanerin» ets. Gastiert in Lemberg als Konzertsager. 1912.

Михаил Шуйский, театр Volksoper, Вена. Драматический баритон. Особых успехов достиг исполняя партию Эскамилио в «Кармен». Преуспевающий исполнитель в «Фаусте», «Трубадур», «Африканка» и других. Ангажирован в театре Volksoper. Гость во Львове даёт концерты. 1912.
“Die Wahrheit”. Отзыв из газеты «Die Wahrheit», опера Д. Верди «Риголетто», Линц, Австрия.
“Rigoletto”. Dienstag abends wurde Verdis melodioese Oper “Rigoletto” an unserer Landesbuene aufgefuehrt, um dessen wuerdige Wiedergabe sich hauptsaechlich unser Heldenbariton, Herr Schuisky verdient gemacht hat. Als Traeger der Titelrolle leistete der geschaetzte Kuenstker an diesem Abende grossartiges: sein Gesang war in allen Lagen fein nuanciert und von wunderbarer Reinheit ausgezeichnet. Ebenso war Spiel und Maske vortrefflich. Herr Schuisky hat mit seinem Rigoletto neuerlich sein kuenstlerisches Koennen auf das glaenzendste bewiesen." 

«Во вторник вечером на нашей столичной сцене опера Верди «Риголетто» была поставлена главным образом с тем, чтобы наш драматический баритон, господин Шуйский, создал действительно достойное исполнение. В качестве исполнителя главной роли уважаемый мастер в этот вечер совершил нечто необыкновенное: его пение было с любой точки зрения великолепным и отличалось удивительной чистотой звучания. Точно так же были превосходными игра и грим. Г-н Шуйский вновь блистательно доказал своё художественное мастерство.»

"Tages-Post". Отзыв на исполнение оперы Верди «Риголетто» в городе Линце, Австрия, 7 января 1913 г., газета «Tages-Post»
Der bucklige Hofnarr fand im Heldenbariton Herrn Michael Schuisky einen kraftstrotzenden, mehrfach auch ueber die Kraft ausgebenden Vertreter. Wie Liszt einmal behauptete, es gaebe keinen absolut schlechten Menschen, in dem nicht doch einmal ein goettlicher Funke durchschluege, so ist auch Herrn Schuosky vor allem daran gelegen gewesen, das Bild des um die tote Gattin trauernden Mannes und des sein einziges Kind ueber alles liebenden Veters hervorzuheben.
Diese schoenen Momente, in denen er so ruehrende und ueberzeugende Toene fand, gaben ihm auch das Absolutorium fuer manche gar zu naturalistisch-grelle Ausschreitungen, die er sich mit seiner grossen, umfangreichen und droehnenden Stimme impulsiv erlaubte. Im grossen Monolog des zweiten Aktes, im Duett mit Gilda und dem praechtig gesungenen Quartett des vierten Aktes ersahen wir die Glanzstellen seiner noch der Klaerung beduerfenden Leistung, die allerdings nach  der darstellerischen Seite zu einem reineren Eindruck gebildet war.
«Горбатый придворный шут нашел в лице драматического баритона господина Михаила Шуйского пышущего энергией и силой исполнителя. Как утверждал однажды Ф. Лист, не бывает абсолютно плохого человека, в котором бы хоть раз не сверкнула Божья искра. Таким господин Шуйский передал образ человека, убитого горем после смерти жены и отца, любящего превыше всего своего единственного ребенка. Эти прекрасные минуты, в которых он нашел такие трогательные и убедительные тона, дали ему также полную свободу для некоторых слишком натуралистических выходок, которые он импульсивно позволял себе своим мощным громовым голосом. В большом монологе второго акта в дуэте с Джильдой и великолепно исполненном квартете четвертого акта мы видим коронные пассажи его исполнения, требующего еще своего толкования. Во всяком случае, с изобразительной точки зрения его исполнение создало яркое впечатление.»
"Tages Post". Отрывок из рецензии на оперу Кинцеля "Креститель" из газеты "Tages-Post", октябрь 1912 ,  Линц, Австрия.
Das Theater war bis zum letzten Platz  gefuellt. Fuer den "Evangelimann" und seinen schurkischen Bruder Johannes haben wir heuer derart
durchgreifende Interpreten, dass weitere gutbesuchte  Wiederholungen des Werkes ausser Zweifel stehen. Zu aehnlicher Hoehe vorzueglicher Leistung schwang sich der Johannes  des Herrn Michael Schujsky auf, der fuer den kriecherischen Streber und gewissenlosen Gesellen durchaus lebenswahre Darstellungsmittel fand und diese mit grossen klangvollen Toenen seines echten Heldenbaritons, aber auch mit weichen,  lockenden Klaengen, die der Brust eines Heldentenors entsprungen zu sein schienen, trefflich unterstuezte. Das kuenstlerisch so ueberzeugende Bruederpaar wurde stuermisch bedankt.
«Театр был полон. Для роли "Крестителя" и его подлого брата Иоганна у нас в этом году есть такого рода исключительные исполнители, что посещать этот спектакль будут вне всякого сомнения много зрителей. 
Столь высокого успеха достиг, сыграв партию Иоганна, господин Михаил Шуйский, который нашёл для изображения раболепного карьериста и бессовестного бродяги чрезвычайно достоверные средства и удачно подкрепил это мощными звуками своего настоящего драматического баритона и также мягкими, манящими звуками, которые, казалось, шли из груди драматического тенора.
Эта столь художественно обязательная пара братьев была встречена бурными аплодисментами благодарных зрителей.»

"Wahrheit!" Musikvereinskonzert. Газета "Wahrheit!",  филармонический концерт. Линц, Австрия.
«Den gleichen Erfolg ernteten die Lieder fuer Bariton, von dem Herrn Opernsaenger M. Schujsky, vornehm und kuenstlerisch gesungen. In dem Liede "Meine Lust ist Leben!" - eine Dichtung von Peter Rosegger - errang er durch seinen schoenen Vortrag, der musikalisch besonders wertvollen Komposition ungeteilte Anerkennung. Ungemein farbenpraechtig und wirkundsvoll gestaltete sich die Darbietung der aus der Feder Richard Wagners stammenden und von Dr.Kienzl vertonten Dichtung "Bonapartes Heimkehr".»

"Такой же успех имели песни для баритона, благородно и художественно исполненные, оперным певцом, господином М. Шуйским. В пьесе "Жить- значит радоваться"  на слова Петера Розеггера  он достиг единодушного признания благодаря своему прекрасному исполнению и особой музыкальной композиции. В высшей степени красочно и впечатляюще оказалось исполнение «Возвращение Бонапарта на родину» Рихарда Вагнера, положенное на музыку доктором Кинцелем."

Wohltaetigkeitsvorstellung bekannten Habeck Schueler. Благотворительное выступление известных учеников Габека Шулера. Вена, Австрия.

“Neue Wiener Buehne”. Herr Michael Schuisky vom Linzer Stadttheater bot als Rigoletto ganz Hervorragendes ebenso in Aida, wo er den Amonasro gab, waerend Frau Fuuina Schuisky als Aida gesanglich und als Darstellerin fehr gutes Koennen zeigte.
Газета «Новая Венская сцена»: «Господин Михаил Шуйский из городского театра Линца как в роли Риголетто, так и в роли Амонасро в «Аиде», так же и его жена Янина Шуйская в качестве исполнительницы роли Аиды, проявили выдающиеся певческие возможности.» 23 сентября 1912

ИЗ ПЕТЕРБУРГСКОЙ (ПЕТРОГРАДСКОЙ) ПРЕССЫ 1912—1916.

«Вена …Русские студенты, равнодушные к политике и занятые своими науками … образовали русский кружок, который и устроил новогоднюю встречу 31 декабря ночью, по-русски. Вечеринка собрала полный зал гостей и прошла дружно и весело. В концерте приняли участие… баритон М. Г. Шуйский, артист венской Volksoper в Вене. Молодой русский певец впервые начавший своё артистическое поприще в Вене, где он получил музыкальное образование, настолько понравился немецким антрепренёрам, что они уже подписали с ним контракт в Гамбурге на пять лет и пригласили на гастроли в Лейпциг. Прекрасный тореадор — Шуйский мечтает по окончании своих заграничных контрактов вернуться на родину и петь на русских оперных сценах.»
«Концерт, устроенный Всероссийским национальным клубом в честь галицко-русских деятелей и крестьян, прошел с необыкновенным подъемом… Ария Шакловатого из „Хованщины“ Мусоргского, с призывом защиты русской земли, вызвала бурю восторгов. Спевший её баритон М. Г. Шуйский, бывший член венской оперы, приглашенный теперь в „Музыкальную драму“, исполнил эту арию с необыкновенным чувством. Публика устроила ему продолжительную овацию…»

«Благодарственное письмо от ЕЯ ИМПЕРАТОРСКОГО ВЫСОЧЕСТВА Великой Княгини Ксении Александровны:
Его Высокородию М. Г. Шуйскому.
Милостивый Госудать Михаил Григорьевич.
Великая Княгиня Ксения Александровна изволила поручить мне передать Вам сердечную благодарность ЕЯ ИМПЕРАТОРСКОГО ВЫСОЧЕСТВА за Ваше любезное участие в Патриотическом вечере М. И. Горленко-Долиной 8-го Сентября сего года в пользу Склада Великой Княгини для снабжения больных и раненых.»
Фрейлина ЕЯ ИМПЕРАТОРСКОГО ВЫСОЧЕСТВА Великой Княгини Ксении Александровны
С. Луженова. 13 сентября 1914 г."

«Благодарственное письмо от Великой Княгини Марии Павловны
Его Высокородию Господину Михаилу Григорьевичу Шуйскому:
Ваше благосклонное участие в Патриотическом Вечере, устроенном 11сентября сего года в Зрительном Зале Цирка Чинизелли, Солисткою ЕГО ВЕЛИЧЕСТВА М. И. Горленко-Долиной, способствовал тому выдаюшемуся успеху, с которым прошел этот вечер и весь сбор с которого поступил в пользу Санитарных Организаций ЕЯ ИМПЕРАТОРСКОГО ВЫСОЧЕСТВА Великой Княгини МАРИИ ПАВЛОВНЫ.
По приказанию Великой Княгини имею честь объявить Вам благодарность ЕЯ ИМПЕРАТОРСКОГО ВЫСОЧЕСТВА за Ваше любезное содействие в деле оказания помощи больным и раненым воинам.
Генерал-Адъютант Князь М. Ташунин.» 22 сентября 1914 г."

ПУБЛИКАЦИИ В ПЕРМСКОЙ ГАЗЕТЕ «ЗВЕЗДА»
«…М. Г. Шуйский является, несомненно, самым популярным в Перми артистом оперы. Он хорошо известен не только в Перми, он хорошо известен и на Украине, где он пел во всех оперных театрах; знают его и в Ленинграде, Свердловске, Кирове, Казани и других городах.»
«Концерт М. Г. Шуйского.» В концерте исполнялись арии из опер, песни, романсы, песни советских композиторов… У хорошего, культурного певца Шуйского многому может учиться не только оперная молодежь, но и основные певцы нашей оперы. Учиться бережному обращению с музыкальным содержанием исполняемого произведения, культуре пения, точности передачи, выразительности, правильности толкования музыки."

«Выдающийся артист.» Хорошо знает и ценит широкая общественность нашего города замечательного мастера сцены — артиста Пермского театра оперы и балета Михаила Григорьевича Шуйского. У пермских зрителей надолго остаются в памяти образы, созданные Михаилом Григорьевичем Шуйским…
Артист обладает сильным красивым голосом и прекрасно владеет им. Как исполнитель, Михаил Григорьевич Шуйский является не только прекрасным певцом, но и отличным артистом. Каждый образ, созданный им, правдив и убедителен…
По праву он принадлежит к числу лучших артистов не только Пермской области, но и всей республики. Им воспитано много молодых артистов. Его знают всюду, особенно среди советской интеллигенции…
«Артист М. Г. Шуйский.» «…В Пермском государственном театре оперы и балета Михаил Григорьевич Шуйский — один из самых популярных артистов. Творческий путь его весьма интересен… Окончив музыкальное образование, Шуйский поступает солистом в Венский оперный народный театр и уже первые его выступления имеют шумный успех… Десятки приглашений из Лейпцига, Линца и Гамбурга посылались талантливому солисту. [Но] в 1913 году Михаил Григорьевич Шуйский уезжает в Россию, в Петербург, где поступает солистом в труппу музыкальной драмы. Зритель скоро замечает даровитого певца и его выступления оценивает по достоинству… В 1924 году зрители встречают Шуйского на сцене Киевской оперы. Здесь он поет вместе с Собиновым, Барсовой, Паторжинским и другими известными артистами нашей страны. Местный комитет театра поручает ему большую общественную работу по руководству шефством оперных театров Украины над Красной Армией. У Михаила Григорьевича Шуйского хранится альбом вырезок рецензий из газет русских и заграничных… В этом альбоме видна большая творческая жизнь артиста. В Перми М. Г. Шуйский с 1931 года работает в театре оперы. За эти годы трудящиеся Перми горячо полюбили артиста Шуйского…»
«Замечательный мастер сцены.» Работники радиокомитета пишут, что артист Шуйский, неоднократно выступавший в радиоконцертах, пользуется большой любовью радиослушателей. После его концертов редакция всегда получает массу теплых отзывов.
Всем известны образы, созданные Шуйским. Это, прежде всего, князь Игорь в одноимённой опере Бородина. Мужественный и нежный образ этот в совершенстве удается Шуйскому. Необычайно хорош Шуйский в роли Риголетто а одноимённой опере Верди. Трагический и трогательный образ шута, созданный Шуйским, потрясает нас до глубины души. Жизнерадостный, страстный Тореадор в «Кармен», величественный и коварный Мазепа, жестокий Скарпиа в «Тоске», бесшабашный Томский в «Пиковой даме», хитрец и интриган Шакловитый в «Хованщине» — вот целая галерея образов, самых различных по характеру, прекрасно исполненных Шуйским.
«40 лет на сцене.» Чествование заслуженного артиста РСФСР М. Г. Шуйского. За эти годы М. Г. Шуйский создал на сцене ряд запоминающихся образов.. Деятельность М. Г. Шуйского была высоко оценена. Правительство присвоило ему почетное звание Заслуженного артиста республики и наградило орденом Трудового Красного Знамени.
«Артисты Пермской оперы.» Михаил Григорьевич Шуйский (1883—1953) был одним из самых виртуозных певцов в пермской труппе. Обладал сильным, красивого тембра лирико-драматическим баритоном….Шуйский обладал высокой музыкальной культурой, что выражалось, прежде всего, в особенностях его работы над образом… Он прекрасно чувствовал стиль композитора и умел передать его. Каждую его роль отличала филигранная отделка. Голосом он мог выразить настроение, чувство, характер… Актёрское и певческое искусство М. Г. Шуйского являлось образцом высокого профессионализма, каждая партия, исполняемая им, была настоящим уроком мастерства."

## Память
В 1949 году Михаил Шуйский перешел на педагогическую работу. Он старался передать студентам все те знания и секреты вокального мастерства, которые он получил в своё время у профессоров в Вене. Михаил Шуйский делился своим опытом совершенствования голосовых и драматических возможностей с будущим поколением молодых певцов уже будучи на сцене. Тогда молодому исполнителю необходимо было учитывать акустику зала театра, чувствовать дирижёра, оркестр и быть членом оперного ансамбля.
В течение 1951—1952 годов Михаил Григорьевич пишет мемуары «Мои театральные воспоминания», которые хранятся в архиве музея Пермского театра оперы и балета.
В 1951 году на областной художественной выставке была показана скульптура (бюст) Заслуженного художника РСФСР, М.
Г.
Шуйского, сделанная Э.
Шориной и которая по сей день хранится в том же музее.
В 2011 году в Пермском парке памяти (Егошихинском историческом некрополе) восстановлен памятник русскому певцу Михаилу Григорьевичу Шуйскому, как Заслуженному артисту РСФСР.

## Награды
«ВЫСОЧАЙШЕ утверждённый жетон в память патриотических концертов Солистки ЕГО ВЕЛИЧЕСТВА М. И. Горленко-Долиной (розетка из национальных цветов присвоена при ношении жетона дамам и статским).

Удостоверение. Выдано Артисту Музыкальной Драмы Михаилу Григорьевичу Шуйскому в том, что он, как принимавший участие в моих патриотических концертах, на основании приложенной при сём копии уведомления Административного Отдела Главного Штаба от 11 Ноября 1914 г. за № 101353, иметь право ношения ВЫСОЧАЙШЕ утверждённого, в 8-й день Ноября 1914 года, жетона в память этих концертов.
Солистка ЕГО ВЕЛИЧЕСТВА Мария Горленко-Долина.» Апрель 1915 г."
- заслуженный артист РСФСР (1945)
- орден Трудового Красного Знамени (31.7.1946)